# Fajã da Alagoa

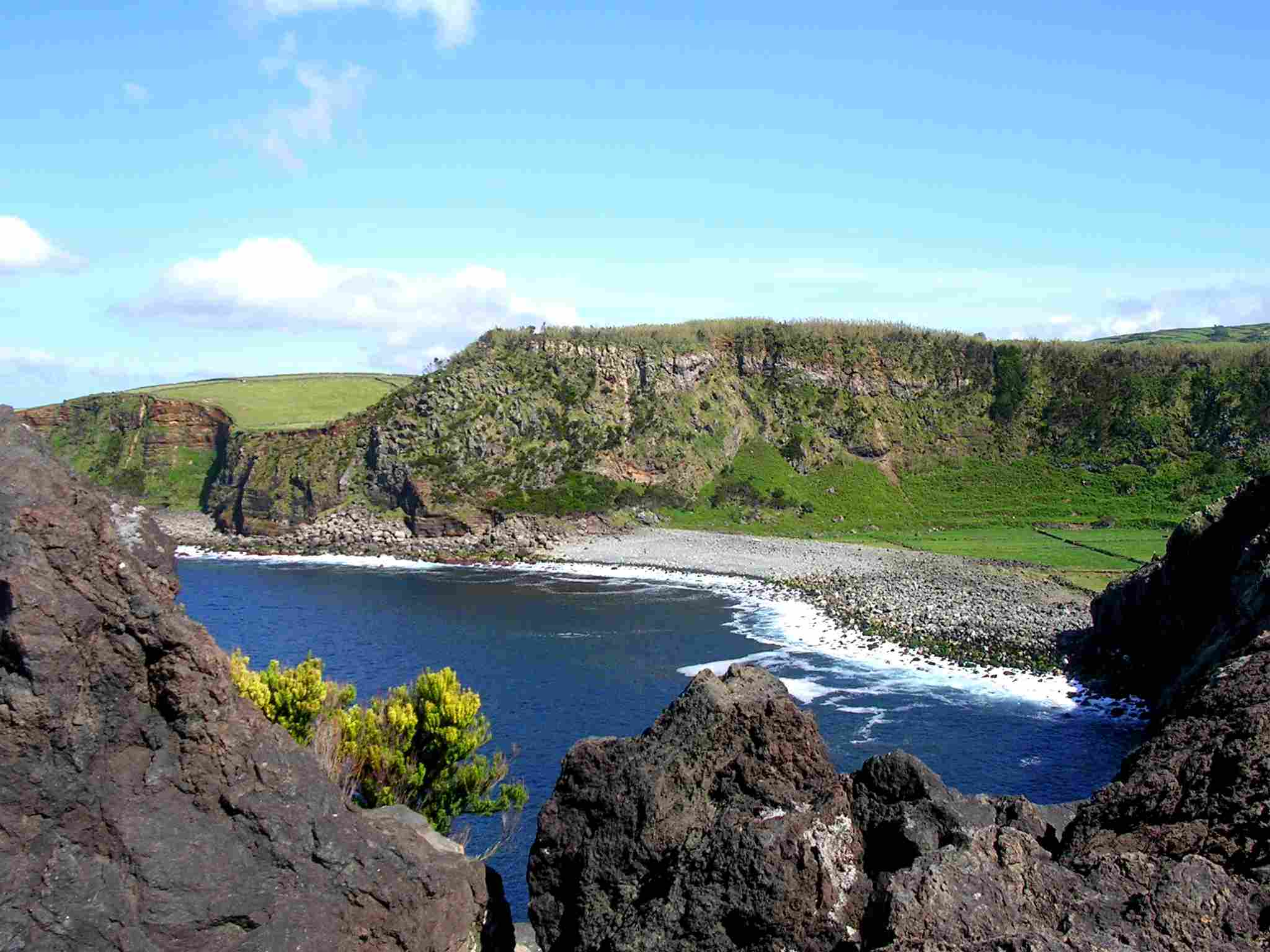
Reserva Natural da Alagoa da Fajãzinha, Erica azorica, ilha Terceira, Açores.

A  Reserva Natural da Alagoa é uma reserva natural localizada na zona costeira freguesia da Agualva, município da Praia da Vitória, ilha Terceira, Açores.
Desde tempos imemoriais conhecida por Fajã da Alagoa, recentemente tem sido chamada por "Alagoa da Fajãzinha", por no inicio da primeira década do séc. XXI ter sido colocada uma placa indicativa esse nome, o que induziu muitas pessoas em erro.
Esta zona costeira encontra-se classificada como Reserva Natural dada a biodiversidade que encerra e à sua característica geológica, visto tratar-se de uma quebra por afundamento da placa rochosa circundante.

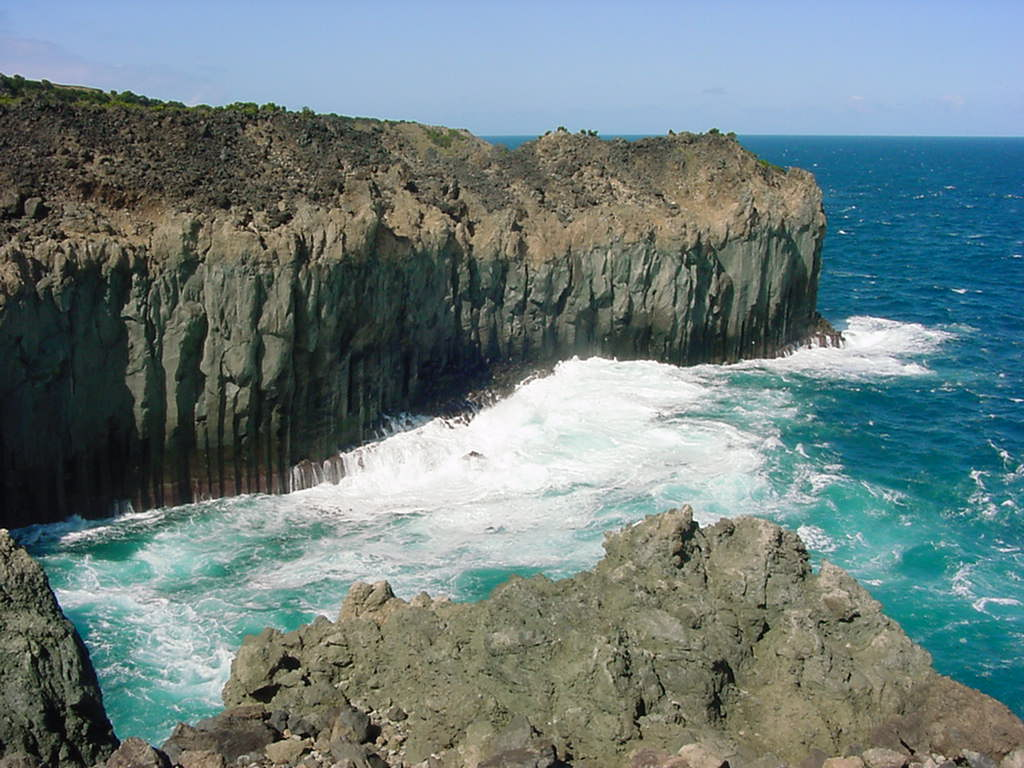
Rochedos da Reserva Natural da Alagoa da Fajãzinha.

Esta fajã situada na costa norte da ilha Terceira junto ao mar, numa zona conhecida por Biscoito de Agualva, é formada por campos de lava e altas arribas ao fundo das quais surge uma zona lacustre.
Trata-se de um local de grande interesse ambiental do ponto de vista da fauna e da flora onde surge a protegida Erica azorica
Na Reserva Natural da Alagoa é possível observar uma grande quantidade de espécies locais e outras migratórias onde se destaca:
- Cagarro (Calonectris diomedea borealis),
- Garajau (Sterna hirundo),
- Pombo-torcaz (Columba palumbus azorica),
- Garajau (Sterna hirundo),
- Milhafre (Buteo buteo rothschildi),
- Garajau-comum (Sterna hirundo),
- Tentilhão (Fringilla coelebs moreletti).

A zona costeira bastante profunda alberga também uma variadíssima fauna:

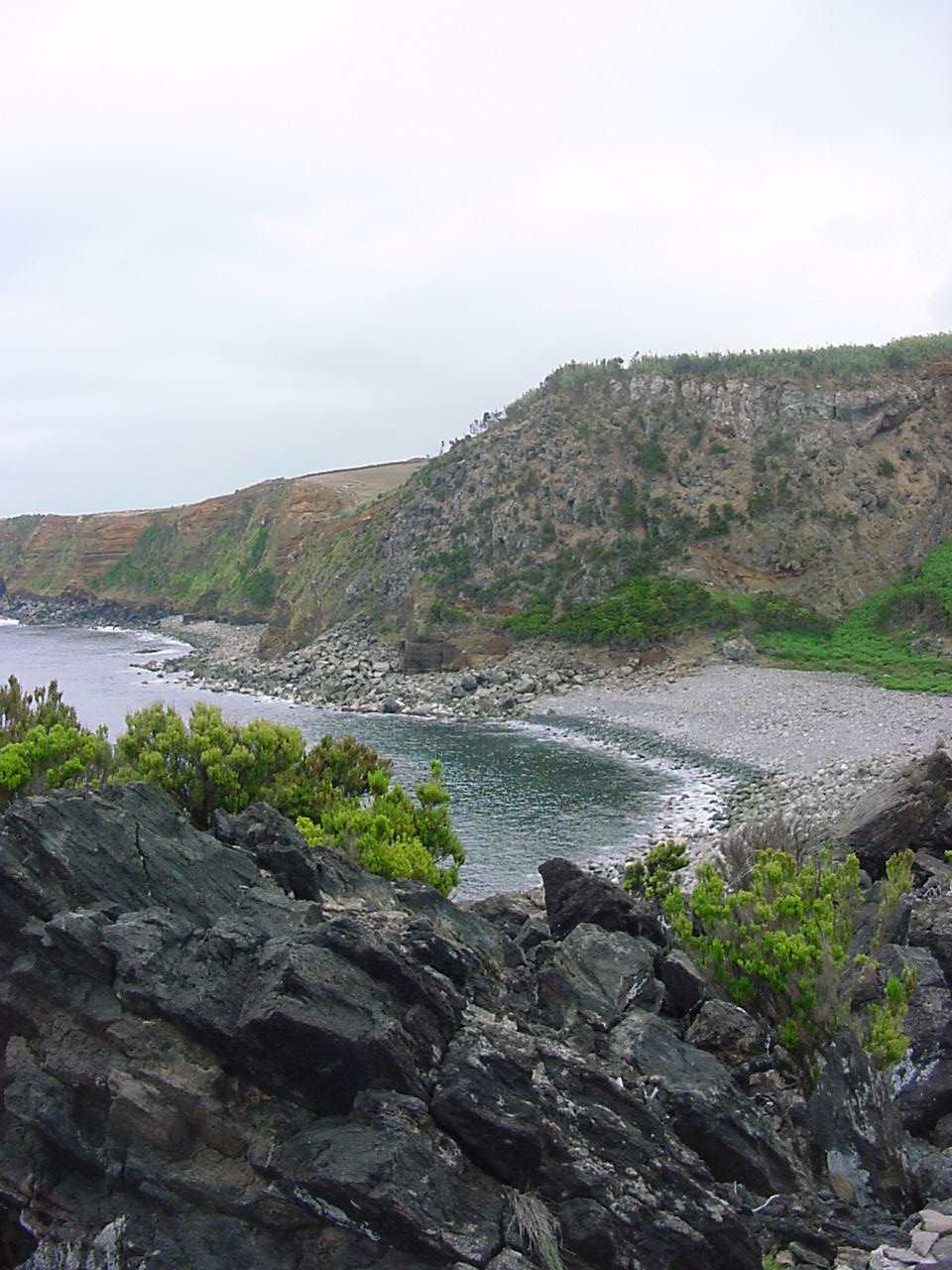
Enciada da Reserva Natural da Alagoa da Fajãzinha.

- toninha-brava (Tursiops truncatus),
- tartaruga-careta (Caretta caretta).
- Lírio (Campogramma glaycos),
- Mero (Epinephelus itajara),
- Peixe-porco (Balistes carolinensis),
- Peixe-balão (Sphoeroides marmoratus),
- Ouriço-do-mar-negro (Arbacia lixula),
- Bodião (labrídeos),
- Polvo (Octopus vulgaris),
- Estrela-do-mar (Ophidiaster ophidianus),
- Chicharro (Trachurus picturatus).
- Ascídia-flor (Distaplia corolla),
- Alface do mar (Ulva rígida)
- Ratão (Taeniura grabata),
- Arreião (Myliobatis aquila),
- Barracuda (Sphyraena),

## Espécies Nidificantes nos Açores
- Pterodroma feae - Freira-do-bugio
- Calonectris diomedea - Cagarro
- Puffinus puffinus - Estapagado
- Oceanodroma castro - Angelito

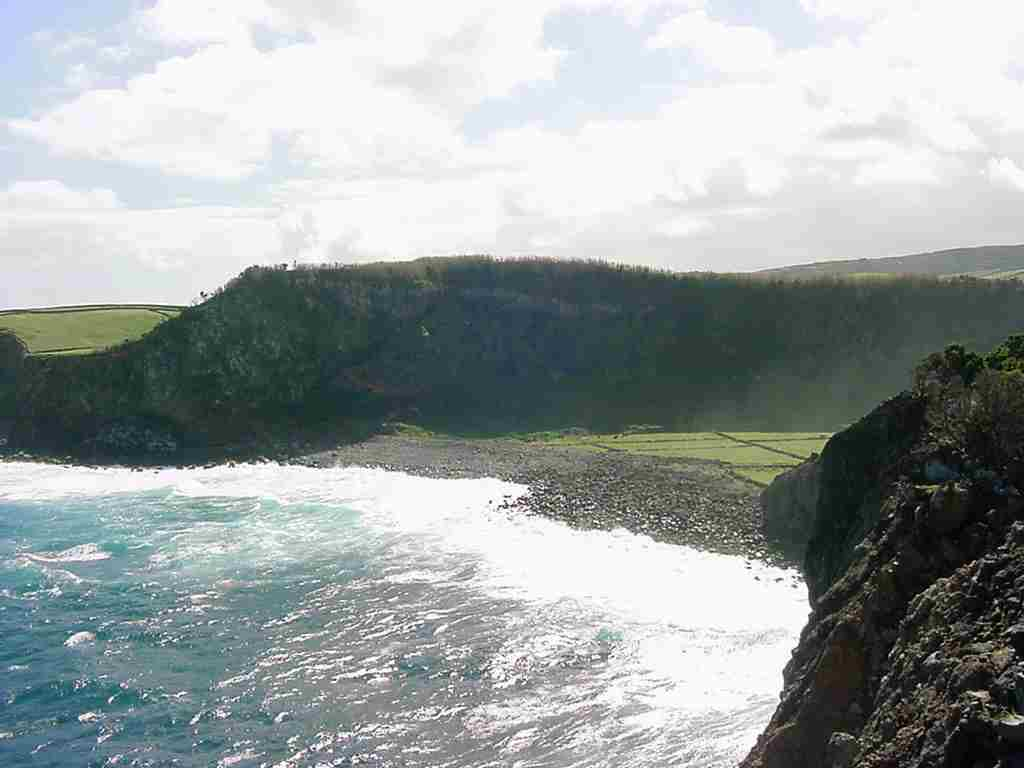
Baía da Reserva Natural da Alagoa da Fajãzinha.

- Phaethon aethereus - Rabo-de-palha
- Anas crecca - Marrequinho
- Anas platyrhynchos - Pato-real
- Coturnix coturnix - Codorniz
- Gallinula chloropus - Galinha-d'água
- Charadrius alexandrinus - Borrelho-de-coleira-interrompida
- Gallinago gallinago - Narceja
- Scolopax rusticola - Galinhola
- Larus cachinnans - Gaivota
- Sterna hirundo - Garajau-comum
- Sterna dougallii - Garajau-rosado
- Sterna fuscata - Garajau-escuro
- Columba livia - Pombo-da-rocha
- Columba palumbus azorica - Pombo-torcaz-dos-Açores
- Asio otus - Mocho-pequeno
- Motacilla cinerea - Alvéola-cinzenta
- Sturnus vulgaris - Estorninho-malhado
- Sylvia atricapilla - Toutinegra-de-barrete-preto
- Regulus regulus - Estrelinha
- Erithacus rubecula - Pisco-de-peito-ruivo
- Turdus merula - Melro-preto
- Passer domesticus - Pardal-comum
- Pyrrhula murina - Priôlo
- Serinus canaria - Canário
- Carduelis chloris - Verdelhão
- Carduelis carduelis - Pintassilgo

## Trilho das Baías da Agualva

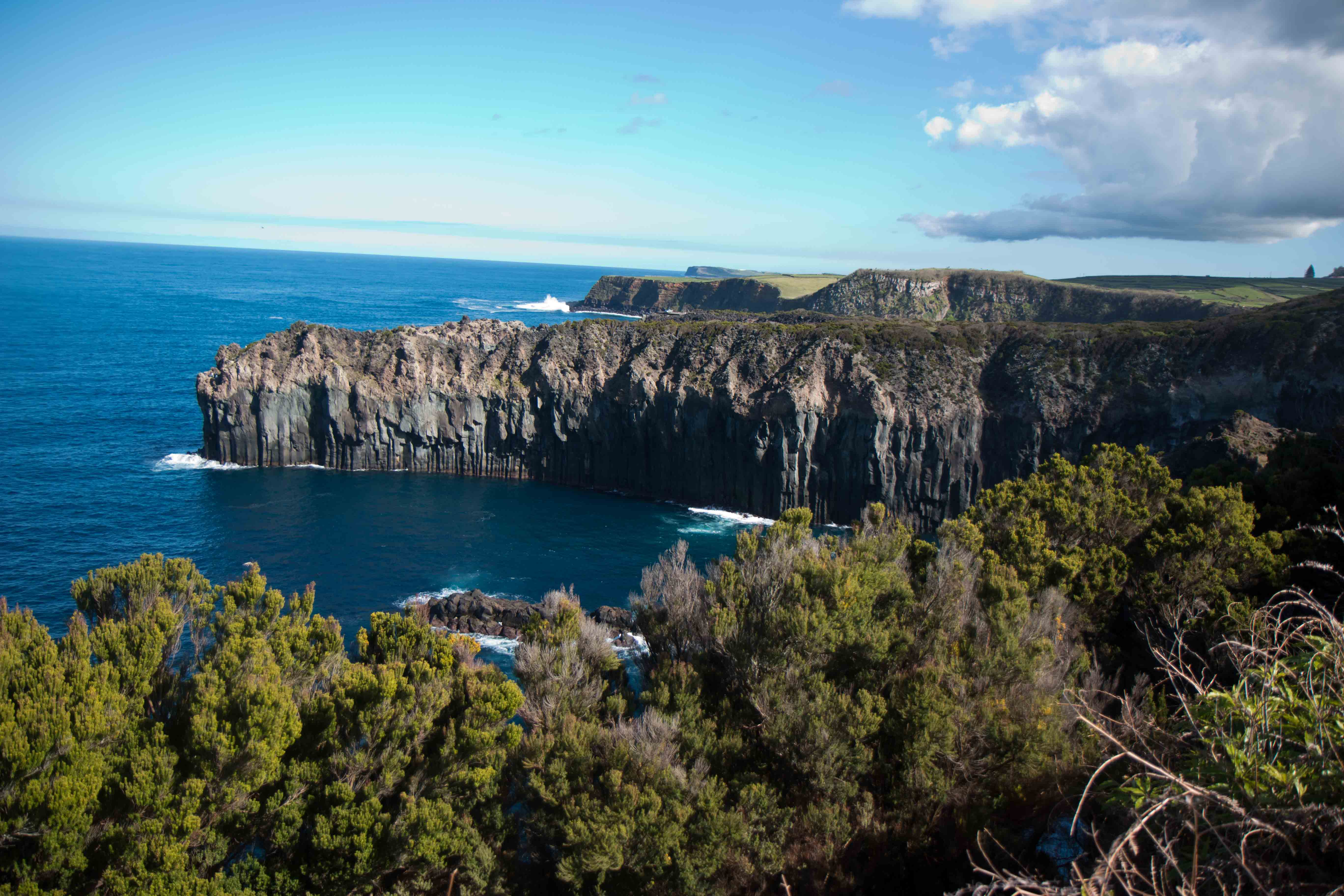
Baías da Agualva

Este percurso de 4 km de extensão, percorre, em parte, a Alagoa. Ao longo deste percurso é possível observar a fajã, onde os campos de cultivo substituíram a água que em tempos preenchia a mesma, encostas de Erica azorica (Urze), Festuca petraea (Bracel-da-rocha) e Morella faya (Faia-da-Terra) flora endémica dos Açores, a Baía da Ferradura - rocha escarpada talhada pela disjunção natural da rocha, que deixa ao nível do mar uma espécie de calçada de grandes dimensões, propicia à observação de aves como o Garajau -, a Baía e Furna das Pombas (cavidades que resultaram da erosão marinha), a Ponta do Mistério (zonas devastadas por lavas vulcânicas) e Caldeirão Grande, onde se encontram poças de maré, onde se pode observar algas, moluscos e pequenos peixes.

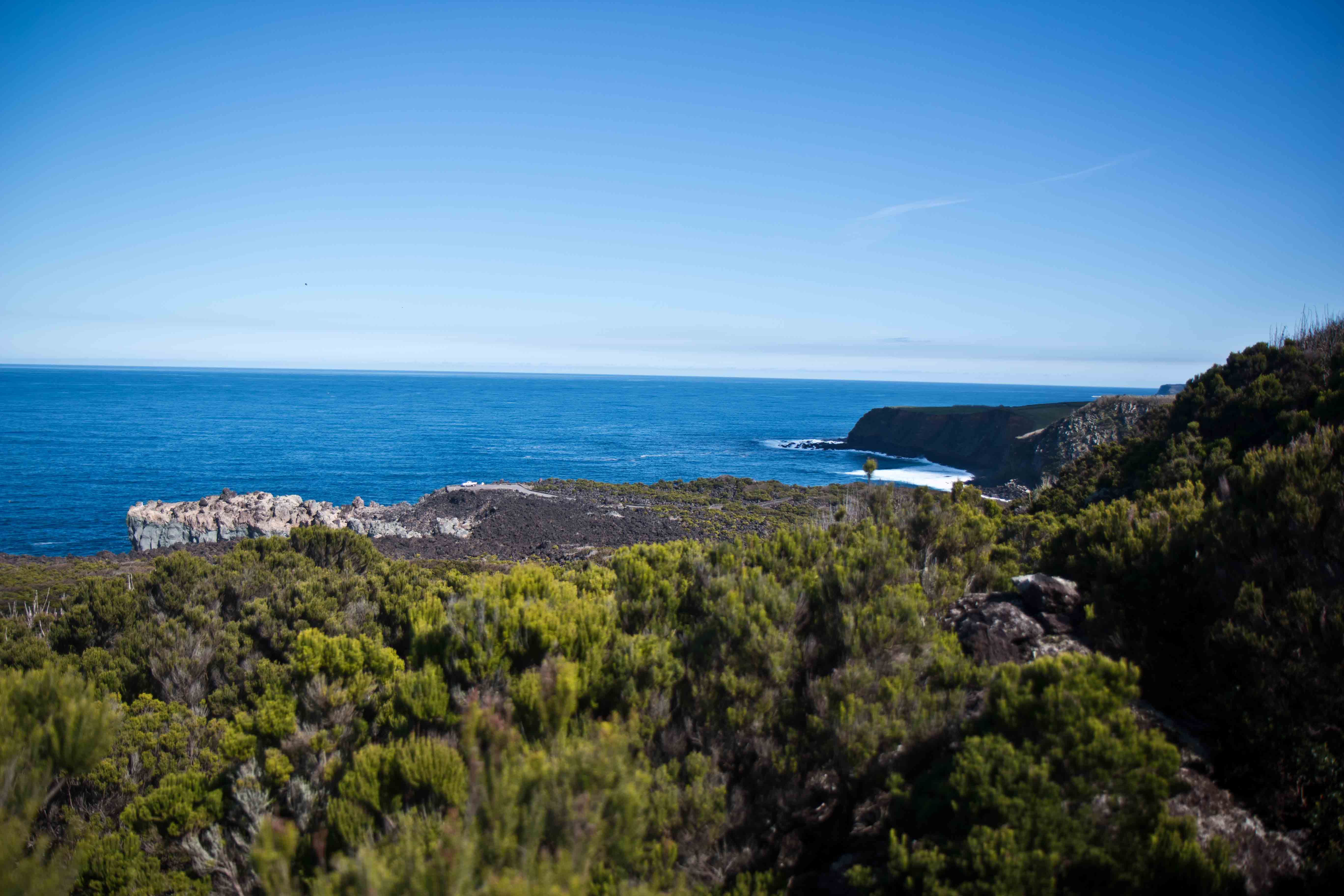
Baías da Agualva

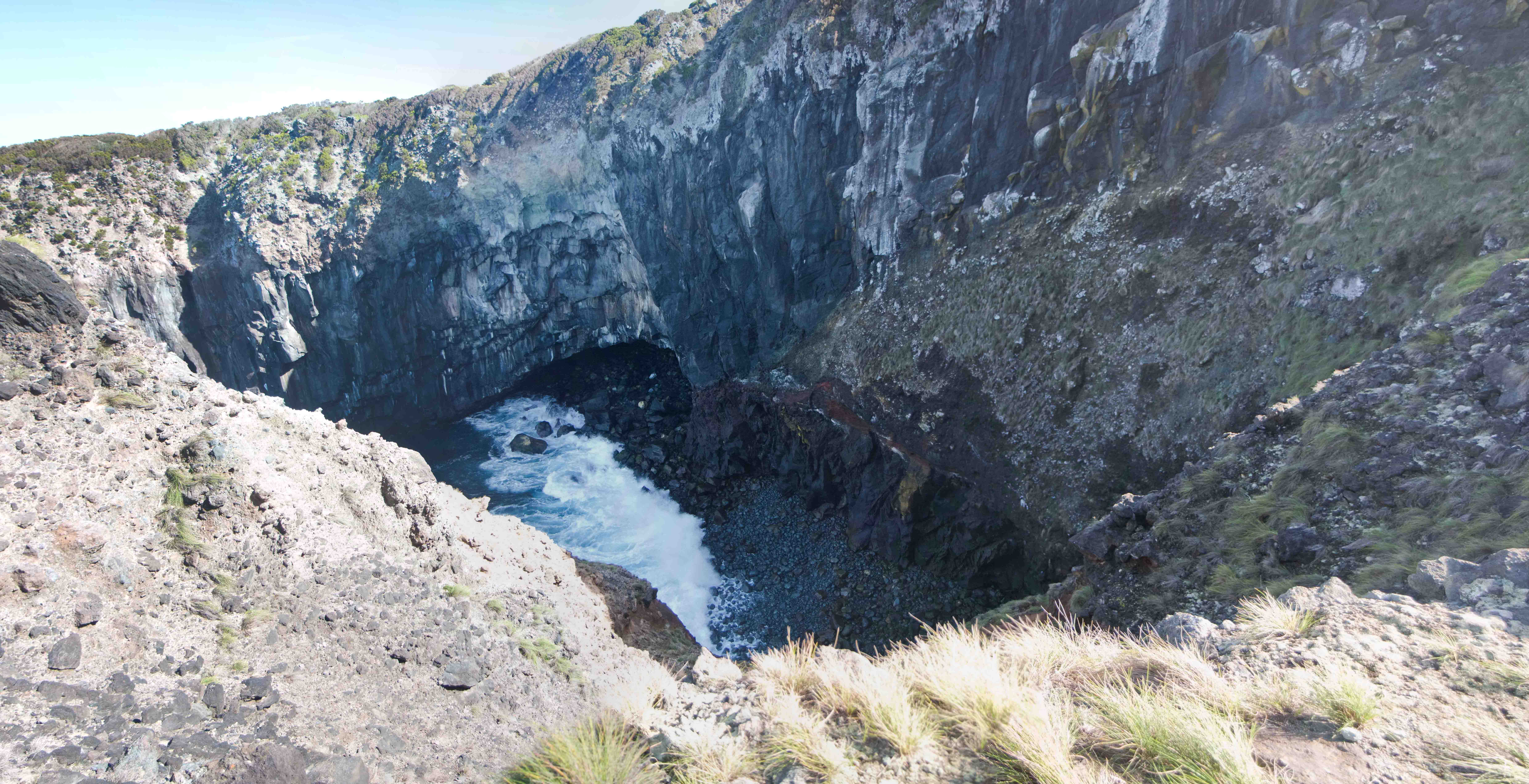
Baía e Gruta das Pombas

## Gaspar Frutuoso
No livro VI de Saudades da Terra, Gaspar Frutuoso este refere-se à Alagoa dizendo o seguinte:
[...] No fim deste biscoito, da banda do oriente, pegado com o mar, está uma alagoa, de quantidade de meio moio de terra, feita a modo de arco, a qual com as muitas enehentes das águas se encheu de terra e agora é muito pequena; corre por ela uma fresca fonte de água, que faz uma ribeira, cheia quase toda de terra muito fértil, cercada de rocha mui alta, em que fizeram um caminho por que desce gado abaixo. Foi esta alagoa baía de mar, segundo o que parece, porque antre ela e o mar está uma borda de calhau quase miúdo que o mar ali trouxe, e a muita terra que de riba da ilha corria com as enchentes fez recuar o mar atrás, e para uma das bandas ficava a alagoa, que agora está já também atupida de terra, ficando uma muito pequena com pouca água; e ao redor dela estão prantadas vinhas e árvores antigas, acompanhadas de muitos pássaros, que sobre elas cantam, e outras aves de água, adens e galeirões, que na alagoa andam; e por ser tão fresca era pera os que ali iam de mui recreação e passatempo. Esta alagoa é de Pampalona e chama-se de frei Gil, porque antigamente habitou nela um frade deste nome.[...] 